# Peppermint Winter
"Peppermint Winter" là bài hát của Owl City. Bài hát được phát hành vào 22 tháng 11 năm 2010 để quảng bá cho album, và cũng được coi là một đĩa đơn cho ngày Giáng sinh.

## Bảng xếp hạng
| Bảng xếp hạng (2011)      | Vị trí cao nhất |
| ------------------------- | --------------- |
| Canada (Canadian Hot 100) | 65              |